# De Westereen
De Westereen (en néerlandais : Zwaagwesteinde) est un village de la commune néerlandaise de Dantumadiel, dans la province de Frise.

## Géographie
Le village est situé dans le nord de la Frise, à 4 km au sud-est de Damwâld.

## Démographie
Le 1er janvier 2018, le village comptait 5 070 habitants.

## Transport
Le village possède une gare ferroviaire sur la ligne de chemin de fer reliant Leeuwarden à Groningue.